# The Kreutzer Sonata
The Kreutzer Sonata é um filme de drama produzido nos Estados Unidos, dirigido por Bernard Rose e lançado em 2008. É baseado no romance A Sonata a Kreutzer, de Leo Tolstoy.